# 山本廣一
山本 廣一（やまもと ひろいち、1942年（昭和17年）2月7日 - ）は、日本の政治家。元加東市長（1期）。

## 経歴
兵庫県出身。1960年（昭和35年）に旧滝野町役場に職員として入る。町助役を9年務めたのち、1997年（平成9年）に滝野町長に初当選して3期を務めた。
旧加東郡の社町、東条町との合併協議を進め、2006年（平成18年）3月20日に兵庫県加東市が誕生。同年4月30日に行われた市長選で旧・社町長の高橋修一を破り初当選した。
2010年4月の市長選には立候補せず、1期のみで退任した。